# Желиці (Поморське воєводство)
Желиці (пол. Żelice, нім. Ober Seelitz) — село в Польщі, у гміні Кемпиці Слупського повіту Поморського воєводства.
Населення — 113 осіб (2011).
У 1975-1998 роках село належало до Слупського воєводства.

## Демографія
Демографічна структура станом на 31 березня 2011 року:
|          | Загалом | Допрацездатний вік | Працездатний вік | Постпрацездатний вік |
| -------- | ------- | ------------------ | ---------------- | -------------------- |
| Чоловіки | 57      | 10                 | 41               | 6                    |
| Жінки    | 56      | 13                 | 36               | 7                    |
| Разом    | 113     | 23                 | 77               | 13                   |